# Fernand Fauconnier
Pour les articles homonymes, voir Fauconnier.
Fernand Fauconnier est un gymnaste artistique français né le 16 avril 1890 à Marpent et mort le 28 avril 1940 à Hautmont.

## Biographie
Fernand Fauconnier remporte avec l'équipe de France de gymnastique la médaille de bronze au concours général par équipes aux Jeux olympiques d'été de 1920 à Anvers.
En dehors de la gymnastique, il est tourneur de fer.